# のと蘭ノ国
七尾フラワーパーク・のと蘭ノ国（ななおフラワーパーク・のとらんのくに）は、石川県七尾市に所在する植物園である。

## 概要
市民が里山の豊かな自然に親しみ、互いに触れ合える交流の場であり、余暇活動の向上を図ることを目的に建設された。約60,000m2の敷地には、ランや熱帯植物を展示する植物園、花鉢・お土産品を販売する売店、作品展、体験教室を行う多目的ミュージアム、屋外にはグラウンドゴルフ・パークゴルフができる、ふれあい広場がある。
株式会社創生ななおが指定管理者となっている。

## 施設
食遊館
多目的ミュージアム
蘭遊館
世界のラン、熱帯植物を展示。
グラウンド・ゴルフ場
グラウンド・ゴルフコース（32ホール）
パークゴルフ・マレットゴルフ場
パークゴルフ・マレットゴルフコース36ホール
ふれあい広場

## 交通アクセス
鉄道
- 西日本旅客鉄道（JR西日本）七尾線： 七尾駅から車で7分。
- 西日本旅客鉄道（JR西日本）七尾線： 徳田駅から車で5分。

車
- のと里山海道： 上棚矢駄ICから15分。